# Predsednik senata Italijanske republike
Funkcija predsednika senata Italijanske republike je druga od štirih najvažnejših državnih funkcij, in sicer po republiškem predsedniku in pred predsednikom poslanske zbornice in ministrskim predsednikom. Trenutni (2013) predsednik senata je Pietro Grasso.
Naloge predsednika senata so v glavnem sledeče:
- predseduje zborovanjem senata, kjer je odgovoren za pravilni potek razprave;
- namešča republiškega predsednika, če je ta zadržan ali nerazpoložen; v teh primerih prevzame vse njegove funkcije;
- skupaj s predsednikom poslanske zbornice svetuje republiškemu predsedniku, ko odloča o razpustitvi ene ali obeh parlamentarnih skupščin.
- skupaj s predsednikom poslanske zbornice imenuje najvišje oblasti, ki urejajo komercialno konkurenco ter množična občila, pri imenovanju upravnega odbora RAI in pri imenovanju predsedniškega sveta Državnega knjigovodstva.